# Seestraße 1 (Stralsund)

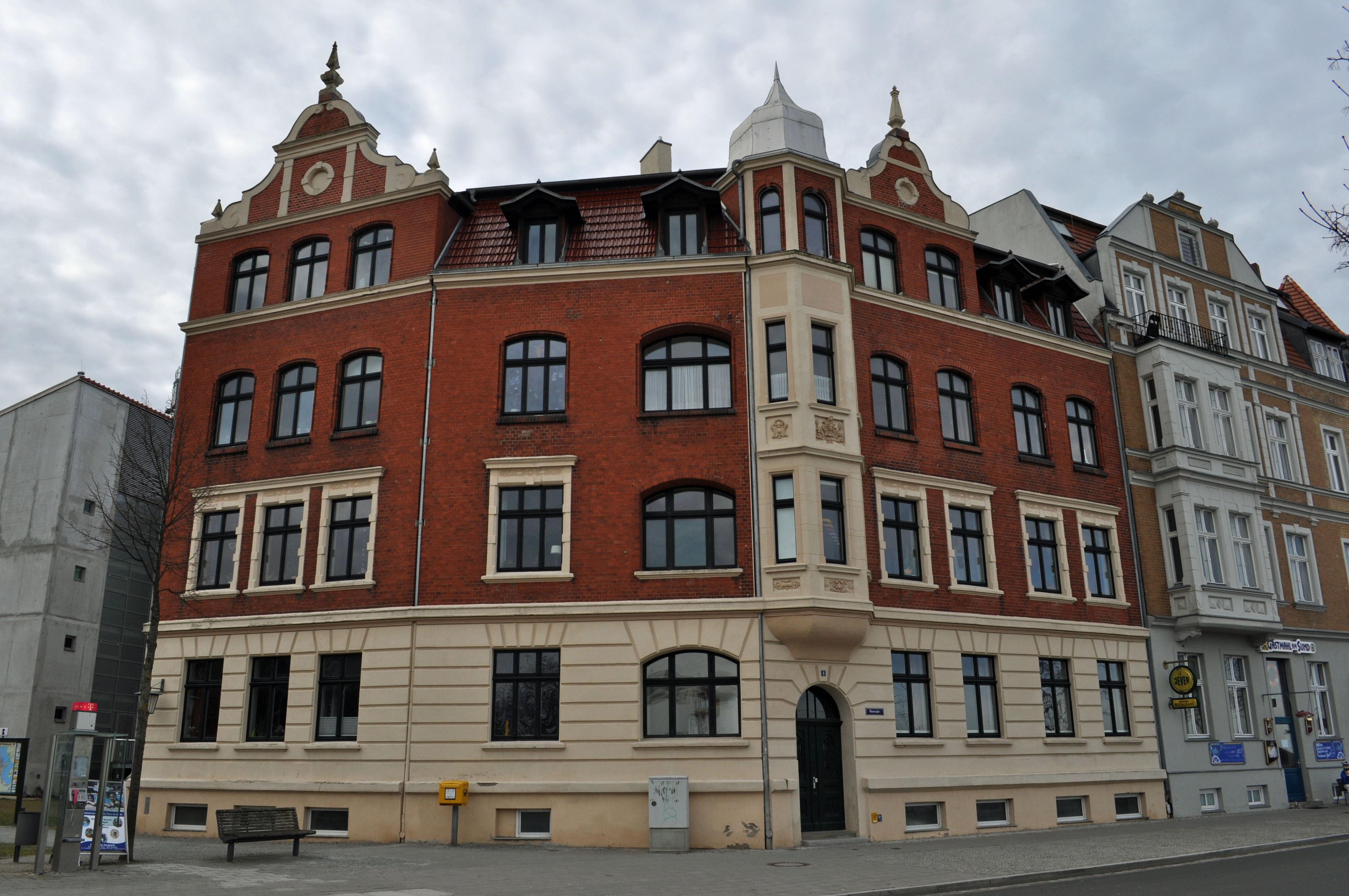
Das Haus Seestraße 1 in Stralsund (2012)

Das Haus mit der postalischen Adresse Seestraße 1 ist ein denkmalgeschütztes Gebäude in der Hansestadt Stralsund in der Seestraße.
Das dreigeschossige Haus wurde im Jahr 1902 errichtet; es war Teil der einheitlichen Hafenrandbebauung. Es folgt mit seinem abgewinkelten Grundriss dem Verlauf der  ehemaligen Fährbastion.
Die Fassade ist im Erdgeschoss verputzt und rustiziert, die oberen Geschosse überwiegend in Backstein ausgeführt. Ein polygonaler Erker mit Schweifhaube betont den abgewinkelten Grundriss und teilt die Fassade in einen vierachsigen nördlichen Teil zur Seestraße und einen fünfachsigen südlichen Teil zur Fährstraße. Beide Teile der so geteilten Fassade sind durch ein Zwerchhaus in den jeweils linken Achsen gekrönt.
Das Haus liegt im Kerngebiet des von der UNESCO als Weltkulturerbe anerkannten Stadtgebietes des Kulturgutes „Historische Altstädte Stralsund und Wismar“. In die Liste der Baudenkmale in Stralsund ist es mit der Nummer 694 eingetragen.
Das Haus wird als Wohnhaus genutzt.